# Estadio La Arboleda
Pour les articles homonymes, voir Arboleda (homonymie).
L'Estadio La Arboleda est un stade de football paraguayen situé dans le quartier de Santísima Trinidad, à Asuncion. Cette enceinte d'une capacité de 5 000 places, est le stade où évolue le Club Rubio Ñu.
Le stade doit son nom au nombre important d'arbres entourant l'enceinte.